# Karel Červinka
Karel Červinka, křtěný Karel Antonín (19. května 1872, Albrechtice nad Orlicí – 5. března 1949, Mělník) byl český básník a prozaik, starší bratr spisovatele Adolfa Červinky, autor psychologických románů a povídek a impresionistických básní.

## Život
Byl synem lesníka, gymnázium absolvoval v Hradci Králové a poté vystudoval práva ve Štýrském Hradci a na Právnické fakultě Univerzity Karlovy. Po vojenské službě nastoupil jako soudní adjunkt ve Veselí nad Lužnicí. Od roku 1907 byl okresním soudcem v Praze-Karlíně a po roce 1918 se stal radou nejvyššího správního soudu v Brně. Později působil jako advokát v Praze. Byl členem Moravského kola spisovatelů.

## Dílo

### Básnické sbírky
- Zápisník (1892), sbírka básní,
- Krajiny a nálady (1892), sbírka básní,
- Hledání samoty (1897), sbírka básní,
- Slunce v mlhách (1901), sbírka básní,
- Ptáci na stromech a květiny v dešti (1903), sbírka básní.

### Próza
- Zhaslé oči (1895), psychologické povídky,
- Bez taláru (1903), humoresky (pod pseudonymem Václav Štika),
- Ejhle člověk (1905), psychologické povídky,
- Zelená krev (1907), humoresky, 3 svazky,
- Zahučaly lesy (1908), povídky,
- románová kronika z venkovského prostředí líčící marnou snahu o zachování statku, který byl jistotou pro celý rod:
  - Rodina (1909),
  - Dědicové (1910),
  - Zemmě (1911),
- Šťovík a petržel (1912), humoresky (pod pseudonymem Václav Štika),
- Rusalka (1914), humoristická povídka,
- Vysušený močál (1915), román,
- Epigramy (1919),
- Domov (1919), román,
- Zmítání (1920), román o osudech intelektuálů,
- Jeseň (1920), román,
- Okolo lesů a pasek (1920), povídky (životním příběhy prostých lidí),
- Starší škraloupy (1921), humoresky,
- Julius Klapzuba, Apostata (1921), román.
- Máje (1924), slavnostní řeč o ženách a ženění a odsouzení májového krále (scénický útvar).